# لیک وایزیچا (ویسکانسین)
لیک وایزیچا (به انگلیسی: Lake Wazeecha) یک منطقهٔ مسکونی در ایالات متحده آمریکا است که در گراند راپیدز واقع شده‌است. لیک وایزیچا ۱۰٫۲ کیلومتر مربع مساحت و ۲٬۶۵۱ نفر جمعیت دارد و ۳۱۵ متر بالاتر از سطح دریا واقع شده‌است.